# Eleição para governador da Luisiana em 1995
A eleição para governador do estado americano da Luisiana em 1995 foi realizada em 3 de outubro e 21 de outubro como candidatos Mike Foster (Republicano), Cleo Fields (Democrata), Mary Landrieu (D), Buddy Roemer (R), Phil Preis (D), entre outros.
Mike Foster foi eleito governador da Luisiana.

## Resultados

### Primeiro turno
| Candidato a governador(a) | Votos   | Porcentagem |
| ------------------------- | ------- | ----------- |
| Mike Foster R             | 385.267 | 26,10%      |
| Cleo Fields D             | 280.921 | 19,03%      |
| Mary Landrieu D           | 271.938 | 18,42%      |
| Buddy Roemer R            | 263.330 | 17,84%      |
| Phil Preis D              | 133.271 | 9,02%       |

### Segundo turno
| Candidato a governador(a) | Votos   | Porcentagem |
| ------------------------- | ------- | ----------- |
| Mike Foster R             | 984.499 | 63,50%      |
| Cleo Fields D             | 565.861 | 36,50%      |